# Kaj Leo í Bartalsstovu
Kaj Leo í Bartalsstovu (* 23. června 1991) je faerský fotbalový záložník a reprezentant, od roku 2016 působí v islandském klubu Fimleikafélag Hafnarfjarðar.

## Klubová kariéra
- Víkingur Gøta 2010–2014
- Levanger FK 2014–2016
- FC Dinamo București 2016
- Fimleikafélag Hafnarfjarðar 2016–

## Reprezentační kariéra
Nastupoval za faerskou fotbalovou reprezentaci do 21 let.
V A-mužstvu Faerských ostrovů debutoval 21. 2. 2013 v přátelském utkání v Bangkoku proti reprezentaci Thajska (prohra 0:2).